# Свети Георги (Мунух)
Вижте пояснителната страница за други значения на Свети Георги.
„Свети Георги“ (на гръцки: Αγίου Γεωργίου) е възрожденска православна църква в сярското село Мунух (Мавроталаса), Гърция, част от Сярската и Нигритска епархия.
Църквата е разположена в североизточната махала Пиргос. Построена е в XVIII век. В архитектурно отношение е трикорабна базилика. До нея е била кулата, дала името си на махалата, която обаче не е запазена. Църквата е енорийски храм до построяването северно от нея на „Света Марина“ в 1979 година.